# 钦州市
钦州市，简称钦，是中华人民共和国广西壮族自治区下辖的地级市，位于广西南部，北部湾沿岸。市境西界防城港市，北接南宁市，东邻玉林市，南临北海市及北部湾。地处桂南台地丘陵区，北有罗阳山，东北为六万大山，西北为十万大山。钦江自东北向西南流经市区后出北部湾，钦州为区内重要交通枢纽，是中国—东盟自由贸易区前沿城市，南防铁路、钦北铁路和钦防铁路于市区交汇，钦州港为北部湾重要港口。市人民政府驻钦北区长田街道东升街。

## 历史
钦州古称古越、安州，有1400多年的历史。先秦时期，两广地区为百越民族所居住。秦始皇最早在全国范围内推行郡县制，统一岭南地区（今两广）后设立象郡，并将现在的钦州一带划归象郡管辖。汉朝时期开始设立“州”的建制，两广一带归交州管辖，今钦州一带归交州合浦郡管辖。三国时期，交州是吴国辖地，一直到晋朝，今钦州都属于合浦郡管辖。南北朝时，刘宋元嘉年间设宋寿郡、宋寿县，属广州管辖；南梁时分宋寿郡置安京郡，属安州管辖。
隋开皇九年（589年）废宋寿郡，安州置安京县。开皇十八年（598年）改安州为钦州，改宋寿县为钦江县，取“钦顺”之义，亦为“取钦江为名”（《元和郡县志》），这是钦州的最早得名，州治为钦江县。大业三年（603年）废钦州置宁越郡。唐时推行道的建制，今两广地区设立岭南道。武德四年（621年）废宁越郡置钦州。至德二年（757年）改安京县为保京县，辖钦江县、保京县、灵山县、遵化县、内亭县。五代十国时期，两广地区为南汉国辖地。宋朝统一中国后推行路的建制，今广西、海南等地归广南西路管辖，同时今钦州一带仍设置钦州。北宋初保京县复为安京县，开宝五年（972年）废钦江县，景德三年（1006年）改安京县为安远县。南宋移治安远县。
元朝时始设行省，钦州一带归湖广行省管辖，同时将钦州改为钦州路。明朝时钦州划归广东布政使司管辖，洪武二年（1369年）为钦州府，洪武七年（1374年）降为钦州，废安远县并入州；洪武十四年（1381年）属廉州府。清初时钦州继续归广东省管辖，同时钦州不设县。光绪十四年（1888年）划出钦州西部，设置防城县，钦州升为直隶州，辖今钦州、防城两地，仍隶属广东省。1912年改州为县，1914年属钦廉道。

中華民國時期，欽州市屬廣東省管轄

中華民國大陸時期至新中国建立初期，钦州一带仍属廣東省管辖。中华人民共和国成立后，属广东省南路专区，1950年改钦廉专区，1951年改称钦州专区。1952年钦州专区划归廣西省。1955年改为合浦专区，并复归广东省，1959年改属湛江专区。1964年，设立钦州僮族（壮族的旧称）自治县（1963年批准）。1965年，钦州、防城港一带设立钦州专区，划归广西壮族自治区，钦州壮族自治县改为钦州县，並把那陳、西鄉等欽北鄉鎮劃入南寧市良慶區和邕寧區。1971年改称钦州地区。1983年划出北海市。1987年将合浦县划归北海市。1993年划出防城、上思两县。1994年6月28日，国务院批准，撤销钦州地区，改设地级钦州市。

## 地理
北与南宁，西与防城港，东与玉林，东北与贵港，东南与北海相邻。位于北纬20°54′至22°41′，东经107°27′至109°56′之间。其陆地海岸线长311.44公里，东北和西北分别有六万大山和十万大山，海拔均过千米。

### 气候
钦州属南亚热带季风气候，气候温暖，降水充沛。冬季短而温和，夏季长而闷热。1月平均气温13.6℃，极端最低气温-1.8℃（1955年1月12日）。7月平均气温28.4℃，极端最高气温37.9℃（2005年7月19日）。年平均气温22.2℃。降雨集中在5月~8月，降水量占全年的三分之二。年均降水量2150.4毫米。年均日照时数1721.1小时。冬春季节日照较少，夏秋则较为晴朗。
| 钦州市气象数据（1981年至2010年）                      | 钦州市气象数据（1981年至2010年） | 钦州市气象数据（1981年至2010年） | 钦州市气象数据（1981年至2010年） | 钦州市气象数据（1981年至2010年） | 钦州市气象数据（1981年至2010年） | 钦州市气象数据（1981年至2010年） | 钦州市气象数据（1981年至2010年） | 钦州市气象数据（1981年至2010年） | 钦州市气象数据（1981年至2010年） | 钦州市气象数据（1981年至2010年） | 钦州市气象数据（1981年至2010年） | 钦州市气象数据（1981年至2010年） | 钦州市气象数据（1981年至2010年） |
| 月份                                                  | 1月                              | 2月                              | 3月                              | 4月                              | 5月                              | 6月                              | 7月                              | 8月                              | 9月                              | 10月                             | 11月                             | 12月                             | 全年                             |
| ----------------------------------------------------- | -------------------------------- | -------------------------------- | -------------------------------- | -------------------------------- | -------------------------------- | -------------------------------- | -------------------------------- | -------------------------------- | -------------------------------- | -------------------------------- | -------------------------------- | -------------------------------- | -------------------------------- |
| 历史最高温 °C（°F）                                   | 27.7 (81.9)                      | 31.5 (88.7)                      | 31.3 (88.3)                      | 34.0 (93.2)                      | 34.7 (94.5)                      | 37.0 (98.6)                      | 37.9 (100.2)                     | 37.5 (99.5)                      | 36.9 (98.4)                      | 35.3 (95.5)                      | 32.9 (91.2)                      | 28.8 (83.8)                      | 37.9 (100.2)                     |
| 平均高温 °C（°F）                                     | 17.8 (64.0)                      | 18.7 (65.7)                      | 21.6 (70.9)                      | 26.5 (79.7)                      | 30.1 (86.2)                      | 31.5 (88.7)                      | 32.1 (89.8)                      | 32.4 (90.3)                      | 31.6 (88.9)                      | 29.0 (84.2)                      | 25.0 (77.0)                      | 20.8 (69.4)                      | 26.4 (79.6)                      |
| 日均气温 °C（°F）                                     | 13.9 (57.0)                      | 15.2 (59.4)                      | 18.2 (64.8)                      | 23.0 (73.4)                      | 26.4 (79.5)                      | 28.1 (82.6)                      | 28.6 (83.5)                      | 28.5 (83.3)                      | 27.5 (81.5)                      | 24.6 (76.3)                      | 20.3 (68.5)                      | 16.1 (61.0)                      | 22.5 (72.6)                      |
| 平均低温 °C（°F）                                     | 11.2 (52.2)                      | 12.8 (55.0)                      | 15.8 (60.4)                      | 20.5 (68.9)                      | 23.6 (74.5)                      | 25.5 (77.9)                      | 25.9 (78.6)                      | 25.7 (78.3)                      | 24.5 (76.1)                      | 21.5 (70.7)                      | 16.9 (62.4)                      | 12.7 (54.9)                      | 19.7 (67.5)                      |
| 历史最低温 °C（°F）                                   | 2.4 (36.3)                       | 2.4 (36.3)                       | 3.8 (38.8)                       | 9.0 (48.2)                       | 14.6 (58.3)                      | 19.0 (66.2)                      | 21.9 (71.4)                      | 21.4 (70.5)                      | 15.9 (60.6)                      | 11.6 (52.9)                      | 6.0 (42.8)                       | 2.3 (36.1)                       | 2.3 (36.1)                       |
| 平均降水量 mm（）                                     | 48.2 (1.90)                      | 57.5 (2.26)                      | 71.7 (2.82)                      | 115.1 (4.53)                     | 220.6 (8.69)                     | 410.4 (16.16)                    | 489.2 (19.26)                    | 381.1 (15.00)                    | 197.2 (7.76)                     | 88.1 (3.47)                      | 64.4 (2.54)                      | 30.3 (1.19)                      | 2,173.8 (85.58)                  |
| 平均降雨天数（≥ 0.1 mm）                              | 11.7                             | 13.7                             | 15.1                             | 15.0                             | 16.3                             | 17.6                             | 19.1                             | 19.3                             | 13.5                             | 10.5                             | 6.9                              | 6.9                              | 165.6                            |
| 平均相對濕度（％）                                    | 76                               | 81                               | 83                               | 83                               | 82                               | 85                               | 84                               | 83                               | 78                               | 73                               | 70                               | 69                               | 79                               |
| 月均日照時數                                          | 79.0                             | 55.5                             | 67.3                             | 99.8                             | 169.9                            | 173.7                            | 204.2                            | 186.3                            | 200.3                            | 185.0                            | 162.4                            | 137.7                            | 1,721.1                          |
| 可照百分比                                            | 23                               | 17                               | 18                               | 26                               | 42                               | 43                               | 50                               | 47                               | 55                               | 51                               | 49                               | 41                               | 39                               |
| 来源：中国气象局（1971−2000年间的降水天数和日照数据） |                                  |                                  |                                  |                                  |                                  |                                  |                                  |                                  |                                  |                                  |                                  |                                  |                                  |

## 政治

### 现任领导
| 机构     | · 中国共产党 · 钦州市委员会 | 钦州市人民代表大会 常务委员会 | 钦州市人民政府    | · 中国人民政治协商会议 · 钦州市委员会 |
| 职务     | 书记                        | 主任                          | 市长              | 主席                                  |
| -------- | --------------------------- | ----------------------------- | ----------------- | ------------------------------------- |
| 姓名     | 钟畅姿（女）                | 覃天卫                        | 李玉成            | 吕洪安                                |
| 民族     | 水族                        | 壮族                          | 汉族              | 汉族                                  |
| 籍贯     | 广西壮族自治区河池市        | 广西壮族自治区来宾市          | 广东省五华县      | 广西壮族自治区陆川县                  |
| 出生日期 | 1971年4月（54歲）           | 1968年6月（57歲）             | 1978年9月（46歲） | 1966年8月（58歲）                     |
| 就任日期 | 2023年5月                   | 2020年4月                     | 2025年4月         | 2020年4月                             |

### 历任领导
| 市委书记 - 褚之田（1994年9月－1996年2月） - 俞芳林（1996年2月－1998年7月） - 车荣福（1998年7月－2003年5月） - 黄道伟（2003年5月－2008年2月） - 汤世保（2008年2月－2010年1月） - 张晓钦（2010年1月－2013年2月） - 肖莺子（2013年2月－2017年3月） - 王革冰（2017年4月－2019年12月） - 许永锞（2019年12月－2021年12月） - 林冠（2021年12月－2023年4月） - 钟畅姿（2023年5月－） | 市长 - 刘嘉森（1995年5月－1997年4月） - 杨才寿（1997年4月－1998年4月） - 车荣福（1998年4月－1998年12月） - 黄名汉（1998年12月－2000年7月） - 李康（2000年7月－2003年5月） - 汤世保（2003年5月－2008年2月） - 张晓钦（2008年2月－2010年1月） - 肖莺子（2010年1月－2013年2月） - 李新元（2013年2月－2015年2月） - 唐琮沅（2015年2月－2016年8月） - 黄海昆（2016年8月－2018年2月） - 谭丕创（2018年2月－2021年3月） - 王雄昌（2021年4月－2025年3月） - 李玉成（2025年4月－） |

### 行政区划
钦州市下辖2个市辖区、2个县。
- 市辖区：钦南区、钦北区
- 县：灵山县、浦北县

钦州市还设立以下经济管理区：国家级钦州港经济技术开发区、三娘湾旅游管理区。

## 人口
2022年末，全市户籍总人口420.44万人，比上年末增加0.97万人。
根据2020年第七次全国人口普查，全市常住人口为3,302,238人。同第六次全国人口普查的3,079,721人相比，十年共增加了222,517人，增长7.23%，年平均增长率为0.7%。其中，男性人口为1,734,634人，占总人口的52.53%；女性人口为1,567,604人，占总人口的47.47%。总人口性别比（以女性为100）为110.66。0－14岁的人口为951,730人，占总人口的28.82%；15－59岁的人口为1,829,773人，占总人口的55.41%；60岁及以上的人口为520,735人，占总人口的15.77%，其中65岁及以上的人口为378,592人，占总人口的11.46%。居住在城镇的人口为1,387,474人，占总人口的42.02%；居住在乡村的人口为1,914,764人，占总人口的57.98%。

### 民族
全市常住人口中，汉族人口为2,936,395人，占88.92%；各少数民族人口为365,843人，占11.08%。与2010年第六次全国人口普查相比，汉族人口增加181,751人，增长6.6%，占总人口比例下降0.52个百分点；各少数民族人口增加40,766人，增长12.54%，占总人口比例增加0.52个百分点。其中，壮族人口增加33,011人，增长10.5%，占总人口比例增加0.31个百分点。
| 民族名称                | 汉族      | 壮族    | 瑶族  | 苗族  | 侗族  | 布依族 | 京族 | 土家族 | 彝族 | 仫佬族 | 其他民族 |
| ----------------------- | --------- | ------- | ----- | ----- | ----- | ------ | ---- | ------ | ---- | ------ | -------- |
| 人口数                  | 2,936,395 | 347,424 | 7,848 | 2,915 | 1,277 | 869    | 759  | 725    | 569  | 512    | 2,945    |
| 占总人口比例（%）       | 88.92     | 10.52   | 0.24  | 0.09  | 0.04  | 0.03   | 0.02 | 0.02   | 0.02 | 0.02   | 0.09     |
| 占少数民族人口比例（%） | －        | 94.97   | 2.15  | 0.80  | 0.35  | 0.24   | 0.21 | 0.20   | 0.16 | 0.14   | 0.80     |

## 物产
- 北部湾大陆架蕴藏总储量约5亿吨的石油和丰富的天然气。有总储量约1930万吨的石英砂、储量约30亿吨的陶土。
- 大垌煤矿
- 农作物有水稻、花生、香蕉、沙柑、扁柑、沙梨、甘蔗、火龙果、荔枝、龙眼、百香果和各类蔬菜等。
- 钦州所濒临的北部湾是中国沿海四大渔场之一。主要鱼类500多种，虾类43种，另有蟹类、贝类、头足类、爬行类及哺乳类等种类繁多的海生动物和藻类等多种植物，海特产有珍珠、海参、文蛤、沙虫 、鱿鱼、地鱼 、红鱼、鳝肚、对虾、大蚝、海蛰等。
- 坭兴陶：中国地理标志产品。

## 经济
- 工业有化肥、机械、制糖、农机、采矿、生物科技、药材加工以及临海石油工业。
- 农业以渔业、养殖业和水稻种植业为主。
- 并积极发展对外贸易。

## 交通運輸
- 鐵路：南防鐵路、欽北鐵路、黎欽鐵路、邕北線（南欽鐵路、钦北高速鐵路）、欽防鐵路
- 公路： 228国道、 325国道。

## 文化

### 语言
钦州为粤語区，俗稱白话，通行钦廉片粤语（又謂欽州話），与省港澳通行之廣州話相通。辖区内同时并存客语𠊎話、平话以及壮语。

### 特色小吃
- 钦州猪脚粉
- 灵山烧鸭粉
- 灵山大粽
- 灵山刮粉
- 猪脚粉
- 白薯饐
- 垃圾饐
- 黄瓜皮
- 叉烧粉
- 浦北云吞面
- 小董麻通
- 小董狗肉
- 沙坪芝麻饼
- 武利牛巴

## 风景旅游
钦州名胜古迹众多，是桂南的旅游胜地，
- 三娘湾
- 麻兰岛
- 五皇岭
- 八寨沟
- 六峰山
- 越州天湖
- 刘永福故居
- 冯子材故居
- 大芦村
- 七十二泾

### 全国重点文物保护单位
- 刘永福、冯子材旧居建筑群
- 越州故城
- 大芦村古建筑群

## 教育

### 高等院校
- 公办本科院校：北部湾大学
- 民办专科院校：广西英华国际职业学院

### 重点中学
- 钦州市第一中学
- 钦州市第二中学
- 灵山县灵山中学
- 浦北中学
- 钦州市第三中学
- 灵山县实验中学
- 钦北区长滩中学
- 钦州市外国语学校
- 钦州市第一中学初中部
- 灵山外国语学校（灵山中学初中部）
- 钦州市第七中学

### 引用
1. ↑  中国气象科学数据共享服务网 的存檔，存档日期2015-03-02.
2. ↑  . 中国气象局.   [2020-04-15].
3. ↑  . 中国气象局.
4. ↑  . 中国经济网.   [2023-06-26]. （原始内容存档于2023-05-12）.
5. ↑  . 中国经济网.   [2020-07-29]. （原始内容存档于2020-12-24）.
6. ↑  . 中国经济网.
7. ↑  . 中国经济网.   [2021-04-09]. （原始内容存档于2021-07-29）.
8. ↑  . 中华人民共和国民政部. 2019-11  [2020-07-01]. （原始内容存档于2020-02-04）.
9. ↑  . 钦州市国土资源局.   [2018-11-28]. （原始内容存档于2018-11-28）.
10. ↑  . 钦州市人民政府.   [2021-10-10]. （原始内容存档于2021-10-10）.
11. ↑  中华人民共和国民政部. . 中国社会出版社. 2018年10月. ISBN 978-7-5087-5594-6.
12. ↑  . www.tjcn.org.   [2023-08-30]. （原始内容存档于2023-08-30）.
13. ↑  钦州市统计局、钦州市第七次全国人口普查领导小组办公室. .   [2023-07-24]. （原始内容存档于2023-03-06）.
14. ↑  广西壮族自治区统计局、广西壮族自治区第七次全国人口普查领导小组办公室. .